# Onobrychis macrorrhiza
Onobrychis macrorrhiza är en ärtväxtart som beskrevs av Karl Heinz Rechinger. Onobrychis macrorrhiza ingår i släktet esparsetter, och familjen ärtväxter. Inga underarter finns listade i Catalogue of Life.